# Jonny Kim
Jonathan Yong Kim (sinh ngày 5 tháng 2 năm 1984) là một thiếu tá hải quân, cựu đặc nhiệm SEAL, phi công hải quân, bác sĩ và phi hành gia NASA người Mỹ gốc Hàn.
Sinh ra và lớn lên tại California, Kim đã gia nhập Hải quân Hoa Kỳ vào đầu những năm 2000 trước khi nhận tấm Huân chương Sao bạc danh giá. Trong thời gian làm thủy thủ, Kim còn nhận bằng Cử nhân Nghệ thuật về toán học loại giỏi, đạt danh hiệu Tiến sĩ y khoa, và được chấp nhận vào Nhóm phi hành gia NASA 22 vào năm 2017. Anh đã hoàn thành khóa đào tạo phi hành gia vào năm 2020 và đang chờ chỉ định nhiệm vụ bay với chương trình Artemis.

## Cuộc đời và giáo dục
Jonathan Yong Kim chào đời ngày 5 tháng 2 năm 1984 ở Los Angeles, California. Bố mẹ anh đã di cư từ Hàn Quốc đến Hoa Kỳ vào những năm đầu thập niên 1980, và cha anh vẫn chưa hoàn thành chương trình giáo dục trung học. Gia đình Kim mở một cửa hàng rượu ở South Los Angeles, còn mẹ anh làm giáo viên dạy thay ở một trường tiểu học trong khi nuôi nấng Kim cùng em trai. Năm 2018, trong một cuộc phỏng vấn với tập san Annals of Emergency Medicine, Kim mô tả bản thân là "điển hình của một đứa trẻ trầm tính và cực kỳ thiếu tự tin". Năm 2020, tờ Chosun Ilbo đưa tin rằng Kim từng là nạn nhân của bạo lực gia đình dưới bàn tay của cha mình; vào tháng 2 năm 2002, sau khi dùng súng đe dọa cả nhà, cha của Kim đã bị cảnh sát bắn chết trên gác mái.
Tại trường cấp ba Santa Monica, Kim đã nhận được điểm cao trong các môn học, bao gồm nhiều môn thuộc các khóa đào tạo Advanced Placement. Ngoài thời gian lên lớp, anh còn tham gia bơi lội và chơi bóng nước. Anh tốt nghiệp cấp ba vào năm 2002. Năm 2012, Kim nhận bằng Cử nhân Nghệ thuật hạng ưu về toán học của Đại học San Diego, và sau đó là bằng Tiến sĩ y khoa của Trường Y Harvard vào năm 2016. Anh là một trong số những người được chọn trở thành "Tillman Scholar" (tạm dịch: Học giả Tillman) của Quỹ Pat Tillman. Năm 2017, anh hoàn thành khóa thực tập y khoa về cấp cứu tại Bệnh viện Đa khoa Massachusetts và Bệnh viện Brigham and Women.
Tính đến  tháng 1 năm 2020, Kim đã kết hôn và có ba người con.

## Sự nghiệp

### Hải quân Hoa Kỳ
Kim đã tìm hiểu và quyết định trở thành đặc nhiệm SEAL ở tuổi 16. Anh đầu tư những năm trung học còn lại của mình để rèn luyện thể chất cho sự khắc nghiệt của quá trình huấn luyện Chiến tranh Đặc biệt. Về quyết định này, Kim nói, "Gia nhập Hải quân là quyết định đúng đắn nhất mà tôi từng đưa ra trong đời vì nó đã biến đổi tôi hoàn toàn từ cậu bé sợ hãi, không có ước mơ nào thành một người bắt đầu tin tưởng vào bản thân mình."
Sau khi gia nhập Hải quân Hoa Kỳ vào năm 2002 với tư cách là thủy thủ nhập ngũ, Kim tốt nghiệp lớp 247 của khóa huấn luyện BUD/S và được bổ nhiệm vào SEAL Team 3 với quân hàm Special Warfare Operator. Anh đã hai lần được triển khai đến Trung Đông và tham gia hơn 100 nhiệm vụ chiến đấu với tư cách là lính cứu thương, lính bắn tỉa, hoa tiêu và lính trinh sát. Trong thời gian làm đặc nhiệm SEAL, Kim đã phục vụ cùng với các hạ sĩ bậc hai Marc Alan Lee và Michael A. Monsoor. Năm 2009, Kim được nhận vào chương trình STA-21. Sau khi tốt nghiệp Đại học San Diego vào năm 2012 và rời Quân đoàn Huấn luyện Sĩ quan Dự bị Hải quân, anh đã gia nhập Quân đoàn Y tá.
Ngày 6 tháng 6 năm 2022, Kim hoàn thành chuyến bay đơn đầu tiên trên chiếc Beechcraft T-6 Texan II ở Bộ tư lệnh Huấn luyện Không lực Hải quân, là một phần trong chế độ huấn luyện chung cho các phi hành gia NASA thuộc Hải quân Hoa Kỳ chưa có kinh nghiệm phi công quân sự trước đó. Sau khi được đào tạo thêm trên trực thăng Northrop T-38 Talon và TH-57, Kim đã chính thức hoàn thành khóa huấn luyện bay vào tháng 3 năm 2023 tại Trạm Không quân Hải quân Whiting Field, khiến anh trở thành nhân vật hiếm hoi đồng thời đủ tiêu chuẩn bác sĩ phẫu thuật bay và phi công hải quân.
Trong sự nghiệp Hải quân của mình, Kim đã được trao Huân chương Sao bạc, Huân chương Sao đồng (với chữ "V" in), Huân chương Tuyên dương của Hải quân và Thủy quân lục chiến (với chữ "V" in), và Ruy băng Hành động Chiến đấu. Theo Jocko Willink, Kim được trao tặng Ngôi sao Bạc vì đã có công giải cứu nhiều binh sĩ Iraq bị thương trước hỏa lực của kẻ thù. Tính đến  tháng 3 năm 2022, Kim vẫn được xem là lính SEAL với cấp bậc thiếu tá hải quân.

### NASA

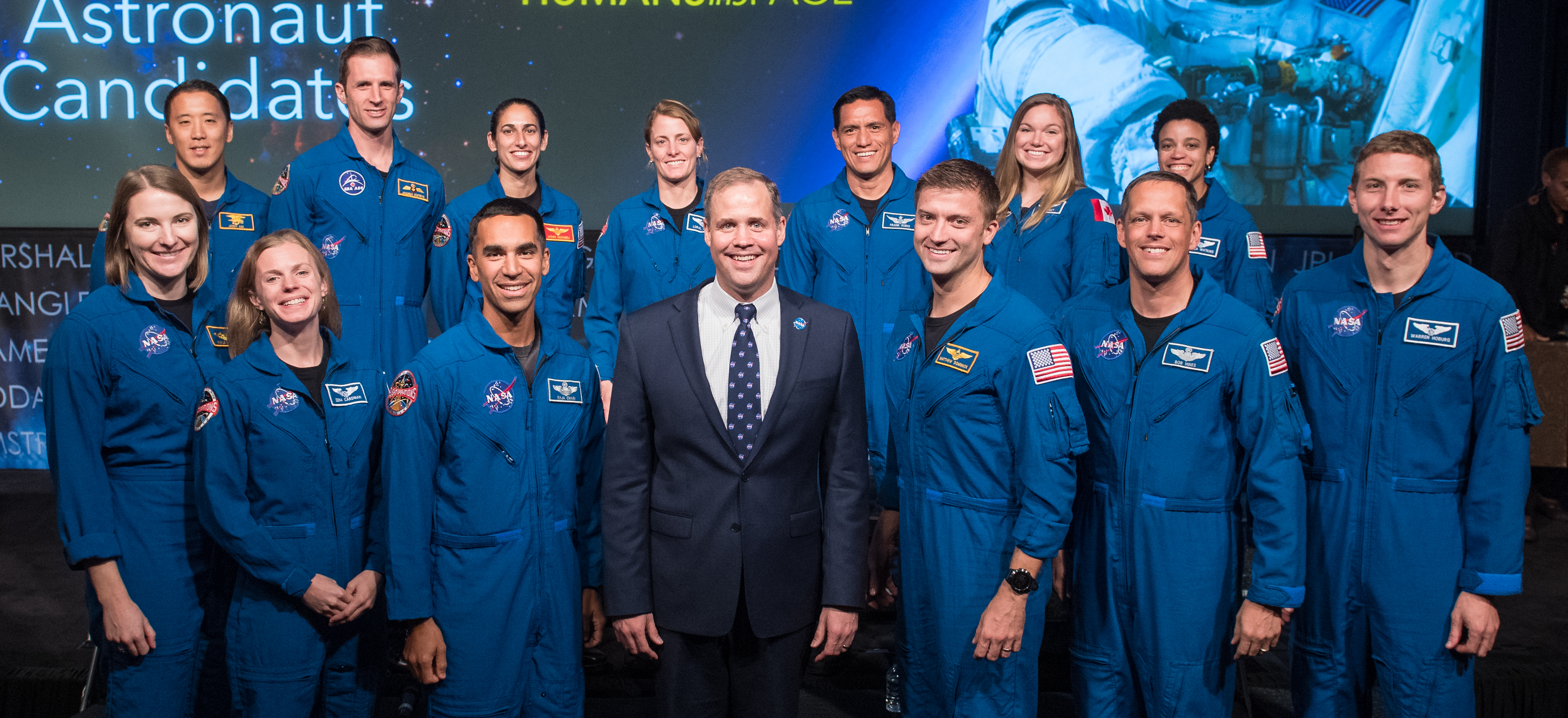
Nhóm phi hành gia NASA 22 chụp ảnh cùng với Trưởng quản lý NASA Jim Bridenstine (2018). Kim đứng ở góc trên bên trái.

Khi đang theo học tại Trường Y Havard, Kim đã gặp gỡ và được truyền cảm hứng bởi nhà du hành vũ trụ – bác  sĩ Scott E. Parazynski để đăng ký làm ứng viên phi hành gia. Ngày 7 tháng 6 năm 2017, Kim là một trong 12 người được chọn từ hơn 18.300 ứng viên ban đầu để gia nhập Nhóm phi hành gia NASA 22. Anh nhận công việc tại Trung tâm Vũ trụ Johnson vào ngày 21 tháng 8 năm 2017, và tốt nghiệp khóa huấn luyện vào ngày 10 tháng 1 năm 2020.
Theo NASA, Kim sẽ làm việc tại Văn phòng Phi hành gia trong thời gian chờ đợi chỉ định nhiệm vụ bay. Năm 2020, Kim bắt đầu làm việc với vai trò liên lạc viên khoang vũ trụ (capsule communicator) tại Trung tâm Kiểm soát Sứ mệnh Christopher C. Kraft Jr.. Ngày 9 tháng 12 năm 2020, NASA chính thức thông báo Kim sẽ cùng 17 phi hành gia khác tham gia huấn luyện cho cuộc đổ bộ lên Mặt Trăng. Tháng 7 năm 2023, anh phục vụ với vai trò nhân viên điều hành, hỗ trợ các hoạt động điều hành phi hành đoàn.
Tháng 8 năm 2024, NASA thông báo Kim sẽ phục vụ trong phi hành đoàn Expedition 72/73 tới Trạm vũ trụ Quốc tế, được phóng trên tàu vũ trụ Soyuz MS-27 vào tháng 3 năm 2025.